# ピタゴラス・プロモーション
株式会社ピタゴラス・プロモーション（英: PYTHAGORAS PROMOTION INC.）は、東京都渋谷区に本社を置く総合エンターテインメント企業。2004年設立。2008年夏ごろから2011年10月31日までは、SKE48の運営も行っていたが、2011年11月1日付でSKE48メンバーおよびSKE48事業の全スタッフが、AKSへ転籍した。サンシャイン栄を運営する京楽エンタテインメント・リテイルズ株式会社（旧・京楽栄開発）の子会社。

## 事業概要
プロモーション事業
親会社に当たる京楽産業.開発のパチンコ実機、テレビCM・広告等制作
マーチャンダイジング事業
京楽産業保有パチンコのオフィシャルグッズ商品化
ゲームセンター向けパチンコ実機販売等
エンターテインメント事業
サンシャイン栄の運営、中谷満男のマネージメント

## 所属アーティスト
- 中谷満男 - 2010年1月より所属
  - 秋元康・京楽産業.合同プロデュースの「深呼吸倶楽部」よりデビュー。
- OJS48 - 2010年9月より所属

## かつて所属していたタレント

### SKE48

#### チームS
- 鈴木きらら
- 高井つき奈 - スターダストプロモーションに出戻る
- 山下もえ
- 新海里奈（研究生へ降格）
- 森紗雪（研究生へ降格）
- 松下唯

以下のメンバーは2011年11月1日付でAKSへ転籍
- 大矢真那
- 小野晴香
- 加藤るみ
- 木﨑ゆりあ - エイベックス・マネジメントより移籍
- 木下有希子 - キャレス名古屋校より移籍
- 桑原みずき
- 須田亜香里
- 高田志織
- 出口陽 - AKB48研究生在籍時にAKSに所属
- 中西優香 - AKSより移籍
- 平田璃香子
- 平松可奈子
- 松井珠理奈
- 松井玲奈
- 矢神久美

#### チームKII
- 市原佑梨
- 前田栄子 - GIRLS' RECORDを経てAKSへ移籍（元SDN48の手束真知子）

以下のメンバーは2011年11月1日付でAKSへ転籍
- 赤枝里々奈
- 阿比留李帆
- 石田安奈 - 巣山プロダクションより移籍
- 小木曽汐莉
- 加藤智子 - ヴィズミックプロモーションより移籍
- 後藤理沙子
- 佐藤聖羅 - サンズエンタテインメントより移籍
- 佐藤実絵子
- 高柳明音
- 秦佐和子
- 古川愛李 - エイベックス・マネジメントを経て移籍
- 松本梨奈
- 向田茉夏
- 矢方美紀
- 山田澪花
- 若林倫香 - キャレス名古屋校より移籍

#### チームE
全メンバー2011年11月1日付でAKSへ転籍
- 磯原杏華 - セントラルジャパンより移籍
- 上野圭澄
- 梅本まどか
- 金子栞
- 木本花音
- 小林亜実
- 酒井萌衣
- 柴田阿弥
- 高木由麻奈
- 竹内舞
- 都築里佳
- 中村優花
- 原望奈美
- 間野春香
- 山下ゆかり
- 山田恵里伽

#### 研究生
1期生
- 稲垣ほなみ
- 尾関きはる - スターダストプロモーションより移籍
- 柴木愛子
- 前川愛佳

2期生
- 大島風薫
- 齊藤優菜（候補生）
- 橋本あゆみ
- 林星香
- 若生純奈（候補生）
- 井口栞里 - ブレンデンより移籍、2011年11月1日付でAKSへ転籍
- 内山命 - エスプロより移籍、2011年11月1日付でAKSへ転籍
- 鬼頭桃菜 - 2011年11月1日付でAKSへ転籍
- 斉藤真木子 - 沖縄アクターズスクール大阪校より移籍、2011年11月1日付でAKSへ転籍

3期生
- 半田礼音
- 柳瀬愛子 - 2009年12月9日付で契約解除、フリー期間を経てエスプロモーションへ移籍
- 今出舞 - 2011年11月1日付でAKSへ転籍
- 松村香織 - 2011年11月1日付でAKSへ転籍

4期生
- 野々山茉琳
- 犬塚あさな - 2011年11月1日付でAKSへ転籍
- 小林絵未梨 - 2011年11月1日付でAKSへ転籍
- 水埜帆乃香 - 2011年11月1日付でAKSへ転籍

## 事業所
本社
社長室・管理本部・エンターテインメント事業部
東京都渋谷区恵比寿1-14-6 オーツー・スリー・ビル5・6F
プロモーション事業部・マーチャンダイジング事業部
東京都渋谷区恵比寿1-14-6 オーツー・スリー・ビル2F
名古屋支社
名古屋市中区錦3-24-17 日本生命栄町ビル5F
代表である前田哲治が代表取締役を務める京楽栄開発本社内